# Lavrica
Lavrica is een plaats in Slovenië en maakt deel uit van de gemeente Škofljica in de NUTS-3-regio Osrednjeslovenska. De plaats telde 3.444 inwoners op 1 januari 2020.